# Elementarna teoria liczb
Elementarna teoria liczb – w matematyce, jest działem teorii liczb, posługującym się elementarnymi metodami. Zakres elementarnej teorii liczb jest płynny i zmienia się w czasie. Przyjęto, że unika ona stosowania funkcji analitycznych (podczas gdy stosowanie liczb zespolonych wciąż można uznać za elementarne). Elementarna teoria liczb, choć wydzielona, to zawarta jest w pozostałych działach teorii liczb: w algebraicznej, analitycznej, geometrycznej, kombinatorycznej.
Do metod i narzędzi elementarnej teorii liczb zalicza się przystawanie (kongruencje), elementy teorii ciał skończonych i pierścieni przemiennych, elementarne zastosowania zbiorów wypukłych, ułamki łańcuchowe (i podobne narzędzia), elementy analizy matematycznej, jak pojęcie szeregu i granicy, funkcje multiplikatywne, jak na przykład Eulera funkcja φ.
Oto niepełna lista charakterystycznych pojęć, tematów i wyników elementarnej teorii liczb:
- podzielność
  - warunki podzielności
- liczby doskonałe
- liczby pierwsze
  - liczby Mersenne’a
  - liczby Fermata
- podstawowe twierdzenie arytmetyki
- przystawanie
  - kongruencje pierwszego stopnia
  - chińskie twierdzenie o resztach
  - pierwiastki pierwotne
- prawo wzajemności kwadratowej liczb pierwszych, reszty kwadratowe i kongruencje stopnia 2
- Małe twierdzenie Fermata (wraz z uogólnieniem Eulera)
- twierdzenie Wilsona
- funkcja multiplikatywna
- trójka pitagorejska
- twierdzenie Fermata o 2 kwadratach
- twierdzenie Lagrange’a o 4 kwadratach
- aproksymacja diofantyczna w elementarnym zakresie
  - ułamek łańcuchowy
  - ciąg Fareya
  - li` Liouville’a
- równanie Pella
- forma kwadratowa
- pierwsze twierdzenie Minkowskiego o zbiorach wypukłych